# علی‌بابا و چهل دزد (فیلم ۱۹۶۶)
«علی‌بابا و ۴۰ دزد» (انگلیسی: Alibaba and 40 Thieves) یک فیلم هندی است که در سال ۱۹۶۶ منتشر شد.